# Georg von Müffling genannt Weiß
Georg Friedrich Christian Ludwig Freiherr von Müffling genannt Weiß (* 25. Juli 1875 in Czarnikau; † 27. September 1957 in Kassel-Wilhelmshöhe) war ein preußischer Landrat.

## Leben

### Herkunft
Die Müffling genannt Weiß sind ein deutsches Adelsgeschlecht. Sein Vater war Wilhelm von Müffling genannt Weiß (1839–1912), preußischer Landrat und Polizeipräsident von Frankfurt am Main.

### Werdegang
Georg war seit 1909 Landrat des Kreises Oberbarnim bis 1919. Dann wechselte er als Regierungsrat nach Kassel.

### Familie
Georg von Müffling genannt Weiß heiratete 1908 in Berlin Anna Marie von der Hude, Tochter der Eugenie Curtius und des Geheimen Baurats Hermann von der Hude. Das Ehepaar hatte drei Kinder, Tochter Elisabeth ehelichte den späteren Direktor der Landesbibliothek Kassel, Wolf von Both; der ältere Sohn Hermann von Müffling genannt Weiß (* 1909; † 1945) wurde Landesgerichtsrat und gründete mit der Juristentochter Elisabeth Coing eine Familie, ihr Sohn Karl Ludwig starb wenige Monate nach der Geburt 1940. Der jüngere Sohn von Georg und Anne Marie von Müffling genannt Weiß,  Dr. phil. Ludwig von Müffling genannt Weiß, starb 1943 bei einem Explosionsunglück in Ludwigshafen und hinterließ seine Witwe Sieglinde von Eisenhart-Rothe und den Sohn Michael.